# Мануель Саваль
Хуан Мануель Руїс Саваль (ісп. Juan Manuel Ruiz Saval; 22 червня 1956, Ермосійо, Сонора — 23 червня 2009, Мехіко) — мексиканський актор театру, кіно та телебачення.

## Життєпис
Народився 22 червня 1956 року у місті Ермосійо, штат Сонора, в родині Мануеля Руїса та іспанської акторки і співачки Маноліти Саваль (1914—2001). 1975 року дебютував у кіно в другорядній ролі у фільмі «Надія на відчайдушне кохання» Хуліана Пастора. 1980 року дебютував на телебаченні у теленовелі «Непокірні серця». 1989 року виконав одну з головних ролей у серіалі «Просто Марія» за участю Вікторії Руффо та Хайме Гарса, який зазнав міжнародного успіху.
1983 року актор одружився з Мартою Гальєгос. У подружжя народився син Франсіско.
Мануель Саваль помер 23 червня 2009 року у Мехіко від раку гортані, діагностовано йому двома роками раніше, наступного дня після свого 53-го дня народження.

## Вибрана фільмографія
| Рік       |   | Українська назва                 | Оригінальна назва            | Роль                    |
| --------- | - | -------------------------------- | ---------------------------- | ----------------------- |
| 1976      | ф | Надія на відчайдушне кохання     | El esperado amor desesperado | Карлос                  |
| 1980      | с | Неприкаяні серця                 | Corazones sin rumbo          | Хорхе                   |
| 1984      | с | Принцеса                         | Principessa                  | Рейнальдо               |
| 1984      | с | Гваделупе                        | Guadalupe                    | Роберто                 |
| 1984—1985 | с | Щасливі роки                     | Los años felices             | Родольфо Салданья       |
| 1985      | с | Проходять роки                   | Los años pasan               | Родольфо Салданья       |
| 1985—1986 | с | Дівчинка                         | Muchachita                   | Чучо                    |
| 1987      | с | Бідна сеньйорита Лімантур        | Pobre señorita Limantour     | Армандо                 |
| 1989—1990 | с | Просто Марія                     | Simplemente María            | Хуан Карлос дель Вільяр |
| 1992—1993 | с | Чарівна молодість                | Mágica juventud              | Хав'єр Сілва            |
| 1995—1996 | с | Марія з передмістя               | María la del barrio          | Оскар Монтальбан        |
| 1996      | с | Запалений факел                  | La antorcha encendida        | Хосе Мануель Фуентес    |
| 1998—2007 | с | Жінка, випадки з реального життя | Mujer, casos de la vida real | різні персонажі         |
| 1998—1999 | с | Щоденник Даніели                 | El diario de Daniela         | Андрес Самора           |
| 1999      | с | Росалінда                        | Rosalinda                    | Альфредо дель Кастільйо |
| 2000—2001 | с | Личко ангела                     | Carita de ángel              | падре Габріель Ларіос   |
| 2005      | с | Мрії і цукерки                   | Sueños y caramelos           | Августо Монрас          |

## Музичні кліпи
- 1985 — Enamorada (Лусія Мендес)
- 1988 — Marchate de aquí (Лусія Мендес)

## Нагороди та номінації
TVyNovelas Awards
- 1985 — Найкраща чоловіча роль — відкриття (Щасливі роки).
- 1985 — Номінація на найкращого молодого актора (Щасливі роки).
- 1987 — Номінація на найкращого молодого актора (Дівчинка).
- 1990 — Номінація на найкращого актора (Просто Марія).
- 2000 — Номінація на найкращого актора другого плану (Росалінда).